# 磷光

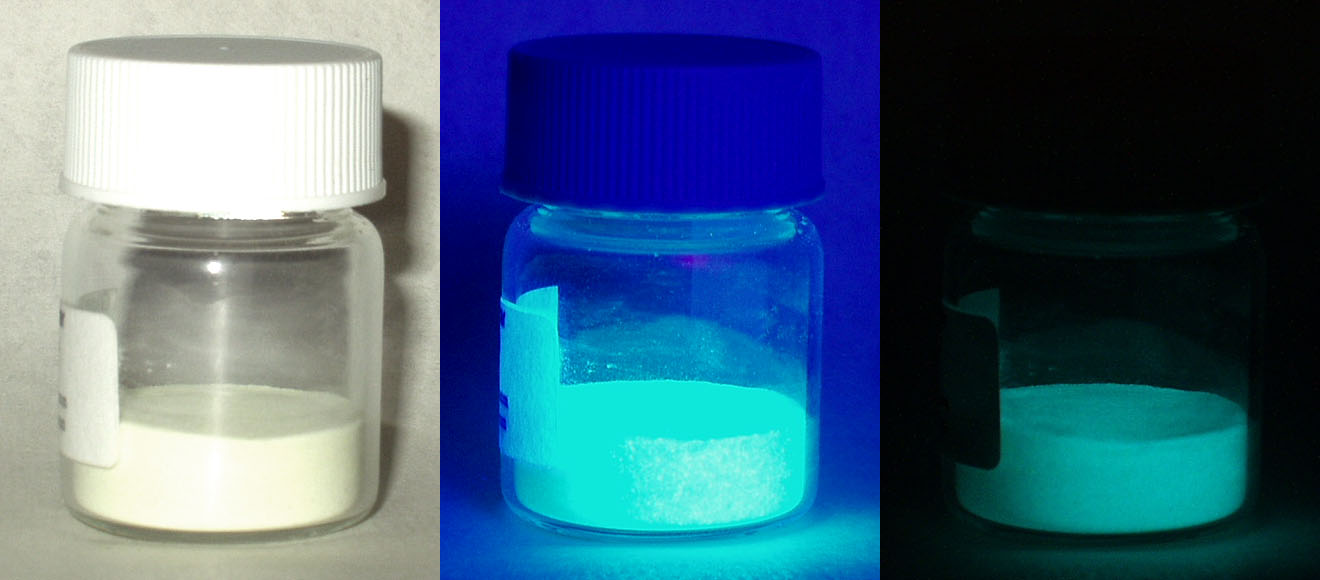
具有磷光性的粉末分别处于可见光下、紫外线下和完全黑暗的环境中

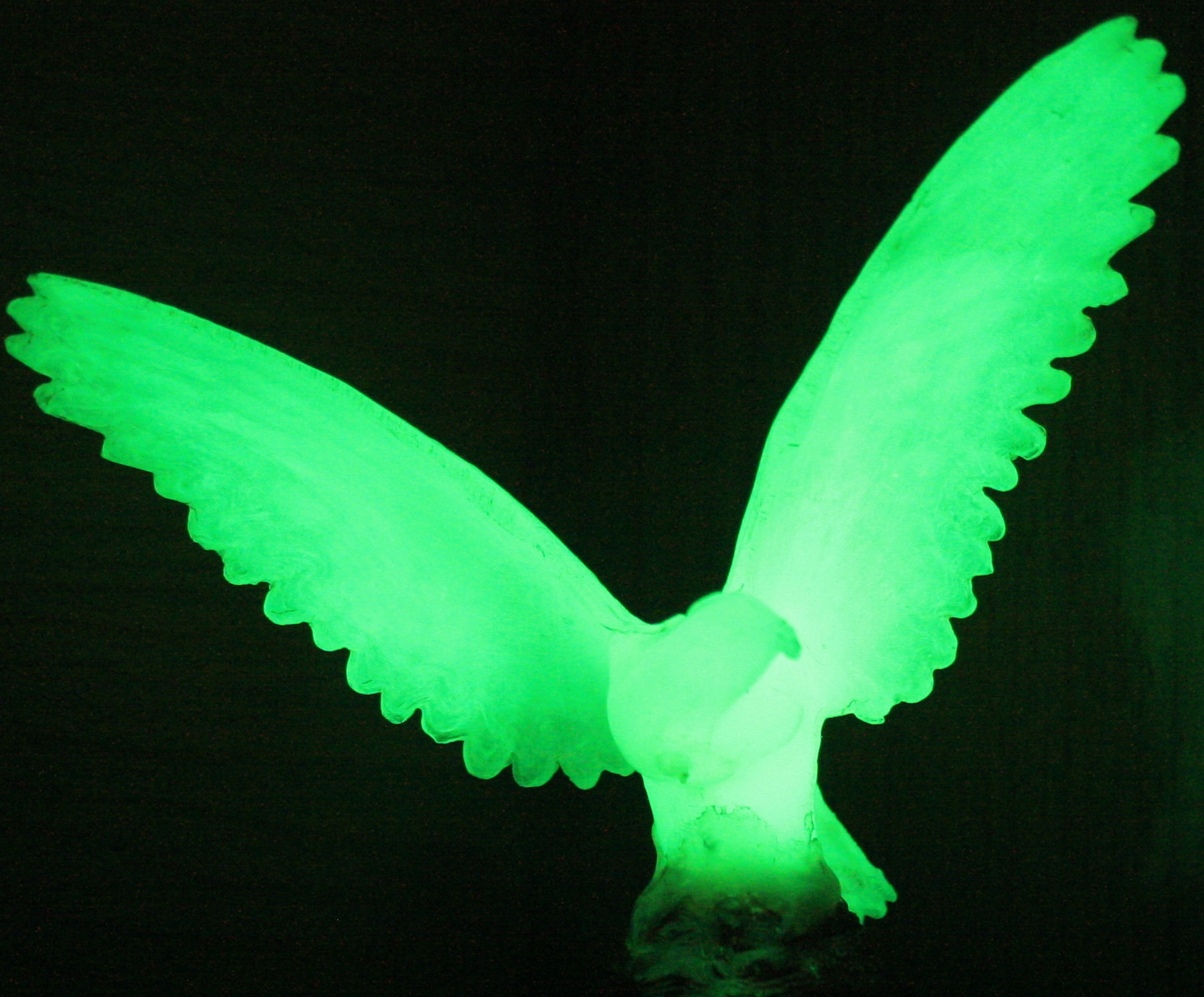
由磷光構成的鳥形

磷光（phosphorescence）是一种缓慢发光的光致发光现象。当某种常温物质经某种波长的入射光（通常是紫外线或X射线）照射，吸收光能后进入激发态（通常具有和基态不同的自旋多重度），然后缓慢地退激发并发出比入射光的的波长长的出射光，而且与荧光过程不同，当入射光停止后，发光现象持续存在，其衰退時間大於{\displaystyle 10^{-8}}秒。发出磷光的退激发过程是被量子力学的跃迁选择规则禁戒的，因此这个过程很缓慢。

## 机制
电子依照泡利不相容原理（Pauli Exclusion Principle）排布在分子轨道上，当分子吸收入射光的能量后，其中的电子从基态{\displaystyle S_{0}}（通常为自旋单重态）跃迁至具有相同自旋多重度的激发态{\displaystyle S_{2}^{*}}。处于激发态{\displaystyle S_{2}^{*}}的电子可以通过各种不同的途径释放其能量回到基态。比如电子可以从{\displaystyle S_{2}^{*}}经由非常快的（短于{\displaystyle 10^{-12}}秒）内转换过程无辐射跃迁至能量稍低并具有相同自旋多重度的激发态{\displaystyle S_{1}^{*}}，然后从{\displaystyle S_{1}^{*}}经由系间跨越（intersystem crossing）过程无辐射跃迁至能量较低且具有不同自旋多重度的激发态{\displaystyle T_{2}^{*}}(通常为自旋三重态,self-triplet excited state），再经由内转换过程无辐射跃迁至激发态{\displaystyle T_{1}^{*}}，然后以发光的方式释放出能量而回到基态{\displaystyle S_{0}}。由于激发态{\displaystyle T_{1}^{*}}和基态{\displaystyle S_{0}}具有不同的自旋多重度，虽然这一跃迁过程在热力学上有利，可是它是被跃迁选择规则禁戒的，从而需要很长的时间（从{\displaystyle 10^{-4}}秒到数分钟乃至数小时不等）来完成这个过程；当停止入射光后，物质中还有相当数量的电子继续保持在亚稳态{\displaystyle T_{1}^{*}}上并持续发光直到所有的电子回到基态。

## 公式
{\displaystyle S_{0}+h\nu _{EX}\to S_{2}^{*}\to S_{1}^{*}\to T_{2}^{*}\to T_{1}^{*}\to S_{0}+h\nu _{P}}
那里{\displaystyle S}是自旋单重态，{\displaystyle T}是自旋三重态，*表示激发态，h 是普朗克常数。

## 外部連結
- Scienceworld对磷光的介绍 （页面存档备份，存于）
- 阴极射线管 （页面存档备份，存于）